# 茹尼亚克
茹尼亚克（法語：Journiac，法語發音：[ʒuʁnjak]）是法国多尔多涅省的一个市镇，属于萨拉拉卡内达区。

## 地理
茹尼亚克（44°57'56"N, 0°53'0"E）面积18.88 平方千米，位于法国新阿基坦大区多爾多涅省，该省份为法国西南部内陆省份，是法國本土面积第三大的省，大致对应佩里戈尔地区，北起顺时针与夏朗德省、上维埃纳省、科雷兹省、洛特省、洛特-加龙省、吉倫特省和滨海夏朗德省接壤。
与茹尼亚克接壤的市镇（或旧市镇、城区）包括：圣费利克斯德雷亚克和莫特马尔、勒比格、莫藏和米雷蒙、萨维尼亚克-德米尔蒙、圣阿维德维亚拉尔、卢伊尔河-科多河谷村。

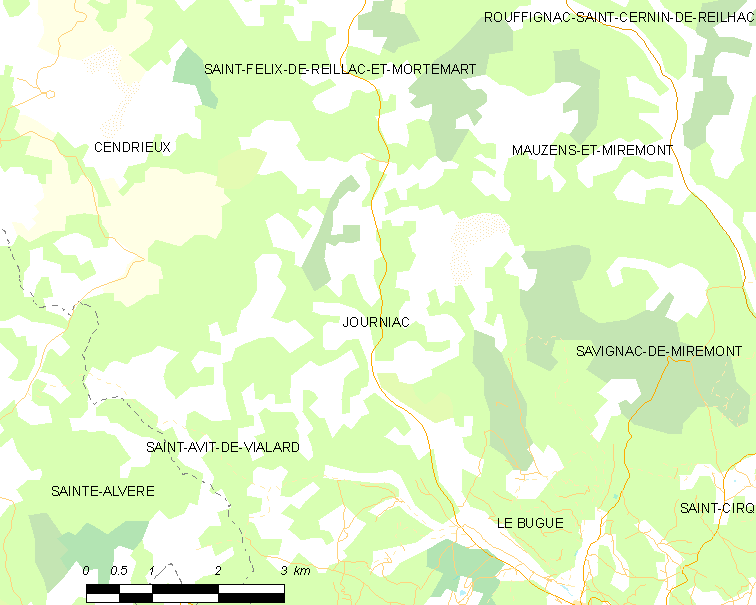
茹尼亚克的OSM定位图

茹尼亚克的时区为UTC+01:00、UTC+02:00（夏令时）。

## 行政
茹尼亚克的邮政编码为24260，INSEE市镇编码为24217。

## 政治
茹尼亚克所属的省级选区为人谷县。

## 人口

1962-2008年间茹尼亚克人口变化图示

茹尼亚克于2022年1月1日时的人口数量为481人。